# Heteronemiidae
Heteronemiidae vormen een familie in de orde van de wandelende takken. De wetenschappelijke naam van deze familie is voor het eerst voorgesteld door James Abram Garfield Rehn in een publicatie uit 1904.

## Onderverdeling in geslachten

### Onderfamilie HeteronemiinaeRehn, 1904

#### Tribus HeteronemiiniRehn, 1904
- Heteronemia Gray, 1835
- Minteronemia Zompro, 2004
- Paraxeropsis Camousseight, 2008
- Spinonemia Zompro, 2004
- Splendidonemia Zompro, 2004
- Xeropsis Redtenbacher, 1906

#### Tribus ParaleptyniiniZompro, 2004
- Parabacillus Caudell, 1903
- Paraleptynia Caudell, 1904
- Tersomia Kirby, 1904
- Xiphophasma Rehn, 1913

#### Tribus PygirhynchiniRedtenbacher, 1906
- Canuleius Stål, 1875
- Ceroys Serville, 1838
- Paraceroys Conle, Hennemann & Gutiérrez, 2011
- Pygirhynchus Serville, 1838